# فاطمة علوية سلطان
فاطمة علوية سلطان (بالتركية: Fatma Ulviye Sultan)‏ هي ابنة السلطان العثماني محمد السادس. وُلدت في 11 سبتمبر 1892 في إسطنبول، وتوفيت في 25 يناير 1967 في إزمير.